# Gmina Dežanovac
Gmina Dežanovac (chorw. Općina Dežanovac) – gmina w Chorwacji, w żupanii bielowarsko-bilogorskiej.

## Miejscowości i liczba mieszkańców (2011)
- Blagorodovac – 229
- Dežanovac – 888
- Donji Sređani – 183
- Drlež – 17
- Golubinjak – 154
- Gornji Sređani – 265
- Goveđe Polje – 100
- Ivanovo Polje – 233
- Kaštel Dežanovački – 45
- Kreštelovac – 125
- Sokolovac – 222
- Trojeglava – 254